# Ӎ (кирилиця)
Ӎ, ӎ — кирилична літера, утворена від М. Вживається в кільдинській саамській мові, де займає 19-ту позицію. Позначає губно-губний носовий приголосний /m̥/.